# 3416 Dorrit
3416 Dorrit eller 1931 VP är en asteroid i huvudbältet som korsar Mars omloppsbana. Den upptäcktes den 8 november 1931 av den tyske astronomen Karl Wilhelm Reinmuth i Heidelberg. Den har fått sitt namn efter den amerikanska astronomen Dorrit Hoffleit.
Den tillhör asteroidgruppen Hungaria.